# پاک‌سازی زیست‌محیطی

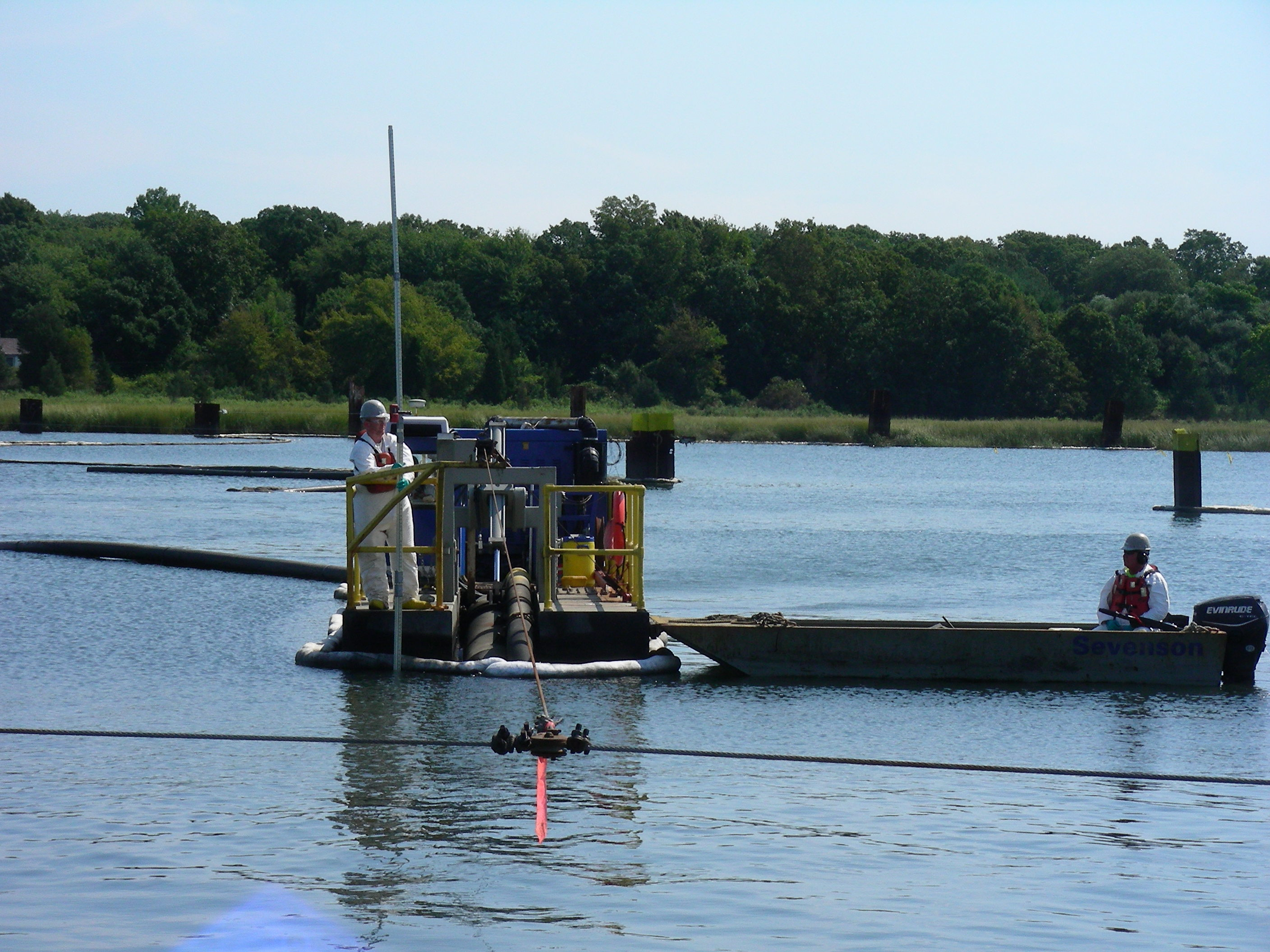
لایروبی رسوبات آلوده در بندر نیوبدفورد، ماساچوست. بندر آلوده به بیفنیل پلی‌کلر شده‌است.

پاک‌سازی زیست‌محیطی یا اصلاحات زیست‌محیطی (انگلیسی: Environmental remediation) با حذف آلودگی‌ها از عوامل زیست‌محیطی مانند خاک، آب‌های زیرزمینی، رسوبات و آب‌های سطحی انجام می‌گیرد. اقدامات رفرمی معمولاً شامل مجموعه‌ای از الزامات نظارتی را شامل می‌شوند. همچنین این کار بر اساس ارزیابی خطرات مربوط به سلامت انسان و خطرات زیست‌محیطی در نبود استانداردهای قانونی یا توصیه‌های مربوط به استانداردها صورت می‌گیرد.

## ارزیابی سایت
هنگامیکه سایتی مظنون به آلوده شدن هست، نیاز است فاز اول ارزیابی این آلودگی آغاز گردد. فرایند کاربردی استفاده از سایت و مواد مورد استفاده و تولید‌ شده در محل، استراتژی ارزیابی و نوع نمونه‌گیری آماری و تجزیه شیمیایی را تعیین می‌کند. این کار باید برای اغلب محل‌های نزدیک متعلق به همان شرکت یا نزدیک به آن صورت گیرد، حتی در جایی که کارکرد فعلی زمین بی‌ضرر به نظر می‌رسد، برای مثال ممکن است یک پارکینگ با استفاده از زباله‌های آلوده پر شده و با خاک یکسان شده باشد. همچنین این مهم است که مثلا حتی سایت‌های پیرامون، ممکن است که طی ده‌ها سال از طریق خاک و هوا و آب‌های زیر‌زمینی آلوده شده باشند که باید پیش و پس از هر پاک‌سازی آزمایش شوند.

## فناوری
تکنیک‌های پردازش متنوع هستند، اما می‌توان آنها را به‌طور گسترده در هر دو فناوری خارج از سایت و درجا طبقه‌بندی کرد. روش‌های این کار، شامل حفاری خاک‌های آسیب دیده و همچنین استخراج و تصفیه آب‌های زیرزمینی آلوده در سطح زمین می‌باشند. فناوری‌های مختلفی برای رفع آلودگی خاک از نفت، طراحی شده‌اند.

## نمونه‌ها

### خلیج هومبوش، نیو ساوت ولز، استرالیا
وجود دیوکسین‌های یونیون کاربید در تولید آفت‌کش‌های ممنوعه ۵٬۴٬۲-تری‌کلروفنوکسی‌استیک اسید که عامل آلودگی پرتقال در خلیج هومبوش بود. اصلاح این وضعیت در سال ۲۰۱۰ تکمیل شد، اما ماهی‌گیری در این خلیج برای دهه‌ها ممنوع خواهد بود.

### نانوپالایش برای پاک‌سازی محیط زیست
استفاده از نانوذرات برای پاک‌سازی محیط زیست از طریق تجزیه یا بی‌حرکت کردن آلاینده‌ها، نانوپالایی نامیده می‌شود. در نانوپالایی خاک یا آب‌های زیرزمینی، نانوذرات از طریق تزریق درجا یا فرآیند پمپ و تصفیه با آلاینده در تماس قرار می‌گیرند. سپس نانو، مواد آلاینده‌های آلی را از طریق واکنش‌های ردوکس تجزیه می‌کنند یا مانند فلزاتی مثل سرب یا آرسنیک آن را  جذب و بی‌حرکت می‌کنند. اما در محیط‌های تجاری، این فناوری عمدتاً برای تصفیه آب‌های زیرزمینی و تصفیه فاضلاب به کار می‌رود. تحقیقات همچنین در حال بررسی چگونگی استفاده از نانوذرات برای پاکسازی خاک و گازها یا سایر مواد آلوده زیست‌محیطی هستند.